# Скшаткі
Скшаткі (пол. Skrzatki) — село в Польщі, у гміні Ґодзеші-Великі Каліського повіту Великопольського воєводства.
Населення — 258 осіб (2011).
У 1975-1998 роках село належало до Каліського воєводства.

## Демографія
Демографічна структура станом на 31 березня 2011 року:
|          | Загалом | Допрацездатний вік | Працездатний вік | Постпрацездатний вік |
| -------- | ------- | ------------------ | ---------------- | -------------------- |
| Чоловіки | 129     | 40                 | 84               | 5                    |
| Жінки    | 129     | 32                 | 76               | 21                   |
| Разом    | 258     | 72                 | 160              | 26                   |